# GraphML
GraphMLは、グラフ用のファイル形式である。有向グラフ、無向グラフ、混合グラフ、ハイパーグラフ、アプリケーション固有の属性など、あらゆるグラフ構造をサポートする。XMLベースの構文を使用している。

## 概要
GraphMLファイルは、graph要素を含むXMLファイルで構成され、その中には順序付けられていないnode要素とedge要素のシーケンスが含まれる。各node要素はそれぞれ異なるid属性を持ち、各edge要素には、辺のエンドポイントを識別するためのsource属性とtarget属性があり、これらの属性は、エンドポイントのid属性と同じ値を持つ。2つの頂点とそれらの間に1つの辺を持つ単純な無向グラフは次のようになる。
```
<?xml version="1.0" encoding="UTF-8"?>

<graphml
 
xmlns=
"http://graphml.graphdrawing.org/xmlns"
  

    
xmlns:xsi=
"http://www.w3.org/2001/XMLSchema-instance"

    
xsi:schemaLocation=
"http://graphml.graphdrawing.org/xmlns/1.0/graphml.xsd"
>

  
<graph
 
id=
"G"
 
edgedefault=
"undirected"
>

    
<node
 
id=
"n0"
/>

    
<node
 
id=
"n1"
/>

    
<edge
 
id=
"e1"
 
source=
"n0"
 
target=
"n1"
/>

  
</graph>

</graphml>

```

GraphML 言語の追加機能により、ユーザーは辺が有向か無向かを指定したり、頂点または辺に追加データを関連付けたりすることができる。

## 歴史
GraphMLプロジェクトは、ウィリアムズバーグで開催されたGraph Drawing 2000に先立ち、グラフ描画運営委員会によって開始された。シンポジウムの前夜にはファイル形式に関するワークショップが開催され、最終的にはグラフ描画運営委員会とその協力者にとっての標準となる、新しいXMLベースのファイル形式を定義するグループを結成することが合意された。